# Brzeźnio (gmina)
Pour la localité, voir Brzeźnio.
Ne doit pas être confondu avec Brzeżno.
Brzeźnio est une gmina rurale du powiat de Sieradz, Łódź, dans le centre de la Pologne. Son siège est le village de Brzeźnio, qui se situe environ 15 km au sud-ouest de Sieradz et 67 km au sud-ouest de la capitale régionale Łódź.
La gmina couvre une superficie de 128,73 km2 pour une population de 6 351 habitants.

## Géographie
La gmina inclut les villages de Barczew, Borowiska, Bronisławów, Brzeźnio, Dębołęka, Gęsina, Gozdy, Kliczków Mały, Kliczków Wielki, Kliczków-Kolonia, Krzaki, Lipno, Nowa Wieś, Ostrów, Podcabaje, Próba, Pustelnik, Pyszków, Rembów, Ruszków, Rybnik, Rydzew, Stefanów Barczewski Drugi, Stefanów Barczewski Pierwszy, Stefanów Ruszkowski, Wierzbowa, Wola Brzeźniowska, Zapole et Złotowizna.
La gmina borde les gminy de Brąszewice, Burzenin, Sieradz, Wróblew et Złoczew.